# Кирило V Константинопольський
Кирило V Каракаллос (грец. Κύριλλος Ε΄ Καράκαλλος, (? — 27 липня 1775) — Вселенський патріарх Константинополя протягом двох періодів з 1748 по 1751 та з 1752 по 1757 роки.
Суперечливий діяч, якого часто звинувачують за його ідеї щодо хрещення, у 1755 році він видав Орос, канонічний документ, який, замінюючи попереднє використання миропомазанням, стверджував, що всі неправославні хрещення (включно з католиками) не були дійсними, і всі навернені потребували повторного хрещення.

## Життєпис
Кирило народився в Діміцані, на Пелопоннесі . Ще молодим, він потрапив у полон під час османсько-венеційської війни (1714—1718), а після звільнення відправився на Патмос, де став ченцем. На Патмосі він також продовжив навчання, але був виключений школою через проблеми з поведінкою перед закінченням.
У 1737 році він був призначений митрополитом Меленіко, а в 1745 році був підвищений до Нікомідійської кафедри. 28 вересня 1748 року його вперше було обрано Патріархом Константинопольським замість Паїсія II, навіть якщо кілька днів тому він присягнувся Паїсію, що не намагатиметься скинути його.
Оскільки патріарх Кирило мав три пріоритети: оздоровлення патріарших фінансів, боротьба з католицькими позиціями та навчання монахів. Щоб покращити фінанси, він підняв податки на єпископів-митрополитів і звільнив маленькі парафії: ця акція була досить успішною, але зробила його непопулярним серед єпископів. Він рішуче підтримував необхідність повторного хрещення всіх навернених, особливо жінок, оскільки вважав вірменське та католицьке хрещення недійсними. Ці позиції викликали невдоволення серед митрополитів, які скинули його в травні 1751 р. і знову поставили на його місце поміркованого Паїсія II. Кирило усамітнився на острові Халкі, поблизу Стамбула.
Проте Кирило був підтриманий значною частиною населення як через його правила щодо податків, так і через його опозицію до католицької церкви. У цьому Кирилу допоміг чудодійний і демагогічний чернець Авксентій, який рішуче проповідував проти католиків і підбурював заворушення, які завершилися жорстоким нападом на Патріархат і захопленням самого Паїсія. Заворушення було придушено, але османська влада вимагала відсторонення Паїсія і в обмін на значну суму грошей (45 000 піастрів), призначений Кирилом V, який був повторно зведений 7 вересня 1752 року.
Що стосується навчання монахів, Кирило заснував у 1749 році Афонську академію на горі Афон, а в 1753 році він покликав керувати нею видатного богослова та вченого Євгенія Бульгаріса. Однак просвітницькі ідеї Бульгаріса були занадто сучасними для монахів, і йому довелося піти у відставку в 1758 році.
Опозицію проти Кирила очолив митрополит Проілаво (Бреїла в Румунії) і майбутній патріарх Каллінік. Після того, як Кирило наказав Каллініку відбути на Синай, останній знайшов притулок у французькому посольстві в Стамбулі. Тут Каллінік отримав велику суму грошей, які були передані султану Осману III і призвели до другого й останнього усунення Кирила 16 січня 1757 року.
Кирило був засланий на Синай, а пізніше при Серафимі II йому було дозволено переїхати в скит Святої Анни на горі Афон. У 1763 році він повернувся до Константинополя, щоб спробувати відновити патріарший престол, але його швидко й насильно відвезли назад до Святої Анни, де він помер 27 липня 1775 року.

## Оросі дійсність хрещення
З самого початку свого правління Кирило зайняв позицію проти чинності вірменського і католицького хрещення, а отже, і всіх інших їхніх таїнств. Цей погляд був відомий як анабаптизм, термін і доктрина, не пов'язані з протестантським анабаптизмом. Корінням проблеми була гостра антикатолицька полеміка, характерна для XVIII століття, ймовірно, підживлена тривогою, викликаною католицьким прозелітизмом. Його головними представниками були Євгеній Бульгаріс, мирянин Євстратій Аргентій та тавматургічний і демагогічний монах Авксентій, який зміг розбурхати антикатолицькі натовпи.
Питання дійсності хрещення виникло після османсько-венеційської війни, коли венеційський Пелопоннес був знову завойований Османською імперією. Османи правили християнами через систему міллетів і підпорядковували католиків цивільній владі Константинопольського патріарха, що спричинило численні навернення до православ'я. Дії Кирила щодо вимоги повторного хрещення навернених були зумовлені як його жорсткою антикатолицькою позицією, так і його щирим бажанням забезпечити те, що він вважав дійсним хрещенням.
Станом на 1752 рік Кирило постановив, що в будь-якому випадку вірмени та католики повинні бути повторно охрещені. Святіший Синод зібрався 28 квітня 1755 року і формально проголосував проти позиції Кирила, вважаючи її нововведенням, не передбаченим давніми канонами і таким, що суперечить богослужбовій практиці. У цей момент Кирило вигнав членів Священного Синоду, які були проти його поглядів.
У червні 1755 р. Кирило видав циркуляр під назвою «Анафема тих, хто приймає папські таїнства», а через місяць видав офіційний наказ «Орос (Фоліант) Святої Великої Церкви Христової», який вимагав повторного хрещення в будь-якому випадок для будь-яких новонавернених. Орос мав принаймні сім видань і був відредагований через рік так званим Константинопольським Собором 1756 року за підписами Патріарха Матвія Александрійського та Патріарха Парфенія Єрусалимського.
Важливо зазначити, що недійсність неправославних хрещень була оголошена не щодо «єретичних» доктрин інших Церков, а просто як наслідок того, що хрещення не здійснювалися в суворій відповідності до православних ужитків, тобто з триразове повне занурення православним священиком або віруючим.
Жодна інша східна православна церква, крім грецьких церков, не прийняла Орос. Російська Православна Церква продовжувала дотримуватися практики, прийнятої в минулому столітті, яка визнавала хрещення, здійснені в Католицькій і Лютеранській Церквах, дійсними і не повторювала їх. Орос ніколи не був офіційно вилучений, але з початку ХХ століття Грецька православна церква дозволила різні форми прийому новонавернених. Деякі консервативні православні кола все ще вважають Орос зобов'язуючим.
За словами вченого К. А. Фразі, Орос, а не події 1054 року, ознаменували справжній розкол між Сходом і Заходом.